# Caccobius inops
Caccobius inops là một loài bọ cánh cứng trong họ Bọ hung (Scarabaeidae).